# Стьопа Мкртчян
Стьопа Мкртчян (вірм. Ստյոպա Մկրտչյան, нар. 17 лютого 2003, Єреван) — вірменський футболіст, захисник хорватського клубу «Осієк».
Виступав, зокрема, за клуб ЦСКА (Єреван), а також національну збірну Вірменії.

## Клубна кар'єра
Народився 17 лютого 2003 року в місті Єреван. Вихованець футбольної школи клубу «Арарат-Вірменія».
У дорослому футболі дебютував 2021 року виступами за команду ЦСКА (Єреван), в якій провів один сезон, взявши участь у 30 матчах чемпіонату. Більшість часу, проведеного у складі єреванського ЦСКА, був основним гравцем захисту команди.
Згодом з 2022 по 2023 рік грав у складі команд «Арарат-Вірменія» та ЦСКА (Єреван).
До складу клубу «Осієк» приєднався 2023 року. Станом на 22 жовтня 2023 року відіграв за команду з Осієка 6 матчів в національному чемпіонаті.

## Виступи за збірні
У 2018 році дебютував у складі юнацької збірної Вірменії (U-17), загалом на юнацькому рівні взяв участь у 8 іграх.
У 2021 році залучався до складу молодіжної збірної Вірменії. На молодіжному рівні зіграв у 4 офіційних матчах.
У 2022 році дебютував в офіційних матчах у складі національної збірної Вірменії.
| Дата       | Місто             | Господарі          | Результат | Гості      | Турнір                               | Голи | Примітки    |
| ---------- | ----------------- | ------------------ | --------- | ---------- | ------------------------------------ | ---- | ----------- |
| 24-3-2022  | Єреван            | Вірменія           | 1 – 0     | Чорногорія | товариський матч                     | -    | 14', 83'    |
| 29-3-2022  | Осло              | Норвегія           | 9 – 0     | Вірменія   | товариський матч                     | -    |             |
| 4-6-2022   | Єреван            | Вірменія           | 1 – 0     | Ірландія   | Ліга націй УЄФА 2022-2023 - 1-й етап | -    | 61'         |
| 11-6-2022  | Лодзь             | Україна            | 3 – 0     | Вірменія   | Ліга націй УЄФА 2022-2023 - 1-й етап | -    |             |
| 14-6-2022  | Єреван            | Вірменія           | 1 – 4     | Шотландія  | Ліга націй УЄФА 2022-2023 - 1-й етап | -    | 45'         |
| 16-11-2022 | Приштина          | Косово             | 2 – 2     | Вірменія   | товариський матч                     | -    |             |
| 19-11-2022 | Тирана            | Албанія            | 2 – 0     | Вірменія   | товариський матч                     | -    | 45'         |
| 25-3-2023  | Єреван            | Вірменія           | 1 – 2     | Туреччина  | Відбір до ЧЄ 2024                    | -    | 28' 45' 54' |
| 16-6-2023  | Кардіфф           | Уельс              | 2 – 4     | Вірменія   | Відбір до ЧЄ 2024                    | -    | 84'         |
| 19-6-2023  | Єреван            | Вірменія           | 2 – 1     | Латвія     | Відбір до ЧЄ 2024                    | -    |             |
| 8-9-2023   | Ескішехір         | Туреччина          | 1 – 1     | Вірменія   | Відбір до ЧЄ 2024                    | -    |             |
| 11-9-2023  | Єреван            | Вірменія           | 0 – 1     | Хорватія   | Відбір до ЧЄ 2024                    | -    |             |
| 12-10-2023 | Рига              | Латвія             | 2 – 0     | Вірменія   | Відбір до ЧЄ 2024                    | -    | 59'         |
| 17-10-2023 | Струмиця (община) | Північна Македонія | 3 – 1     | Вірменія   | товариський матч                     | -    | 57'         |
| Усього     |                   | Матчів             | 14        |            | Голів                                | 0    |             |